# Descriptivisme
El descriptivisme dels noms és una teoria de la naturalesa del significat i la referència dels noms propis atribueix generalment a Gottlob Frege i Bertrand Russell. La teoria consisteix essencialment en la idea que el significat (contingut semàntic) de noms són idèntiques a les descripcions associades amb ells pels parlants, mentre que els seus referents estan decidits a ser els objectes que satisfan aquestes descripcions.
A la dècada del 1970, aquesta teoria va ser objecte d'atacs per part dels teòrics causals com Saul Kripke, Hilary Putnam i d'altres. No obstant això, s'ha vist una mica d'un renaixement en els últims anys, especialment sota la forma del que s'anomenen teories semàntiques de dues dimensions. Aquesta última tendència s'exemplifica amb les teories de David Chalmers, entre d'altres.